# 旭町 (所沢市)
旭町（あさひちょう）は、埼玉県所沢市にある町名。 単独町名で丁目の設定は無い。郵便番号は 359-0036。

## 地理
所沢市内の中央南部で西武新宿線･池袋線 所沢駅の北側に位置する。
町境西側は同新宿線の、南側は池袋線の線路にそれぞれ接している。
隣接する地区は、北に西新井町、北東に東新井町、南東に上安松、南にくすのき台、南西に日吉町、西に東町、北西に御幸町がある。
地区内は概ね住宅街で、その中央を東西に「小金井街道」（埼玉県道6号川越所沢線 至 東京都道・埼玉県道24号練馬所沢線）が通過している。

## 歴史
- 1968年（昭和43年）8月1日 - 住居表示の実施により、大字所沢・大字下新井の各一部より旭町が成立[4]。

## 世帯数と人口
2017年（平成29年）9月30日現在の世帯数と人口は以下の通りである。
| 町丁 | 世帯数  | 人口    |
| ---- | ------- | ------- |
| 旭町 | 813世帯 | 1,556人 |

## 交通

### 鉄道
- 地内に鉄道はなく、最寄駅は、西武新宿線･池袋線の所沢駅である（約500 m南）。

### 道路
- 「小金井街道」（埼玉県道6号川越所沢線 至 東京都道・埼玉県道24号練馬所沢線）

交差点
- 旭町
- 医療センター入口

バス
- ところバス（松井循環・山口循環）
  - 旭町
  - 市民医療センター

## 施設
公共
- 七世橋
- 旭町公民館

寺社
- 昌平寺

## 小・中学校の学区
市立小・中学校に通う場合の学区（校区）は以下の通り
| 町丁 | 番・番地 | 小学校                     | 中学校                         |
| ---- | -------- | -------------------------- | ------------------------------ |
| 旭町 | 全域     | 所沢市立所沢小学校（元町） | 所沢市立所沢中学校（けやき台） |

## 脚註
1. 1 2  “最新の人口について”.   所沢市 (2017年10月17日). 2017年10月20日閲覧。
2. 1 2  “郵便番号”.  日本郵便. 2017年10月20日閲覧。
3. ↑  “市外局番の一覧”.   総務省. 2017年5月29日閲覧。
4. ↑  『角川日本地名大辞典 11 埼玉県』 1085頁。
5. ↑  所沢市ホームページ 住所別通学区域一覧表 2011年8月閲覧
6. ↑  所沢小学校ホームページ 2011年8月閲覧
7. ↑  所沢中学校ホームページ 2011年8月閲覧